# Michigan Central Station
A Michigan Central Station (ismert még mint Michigan Central Depot vagy MCS) megszűnt vasútállomás Detroitban.

## Története

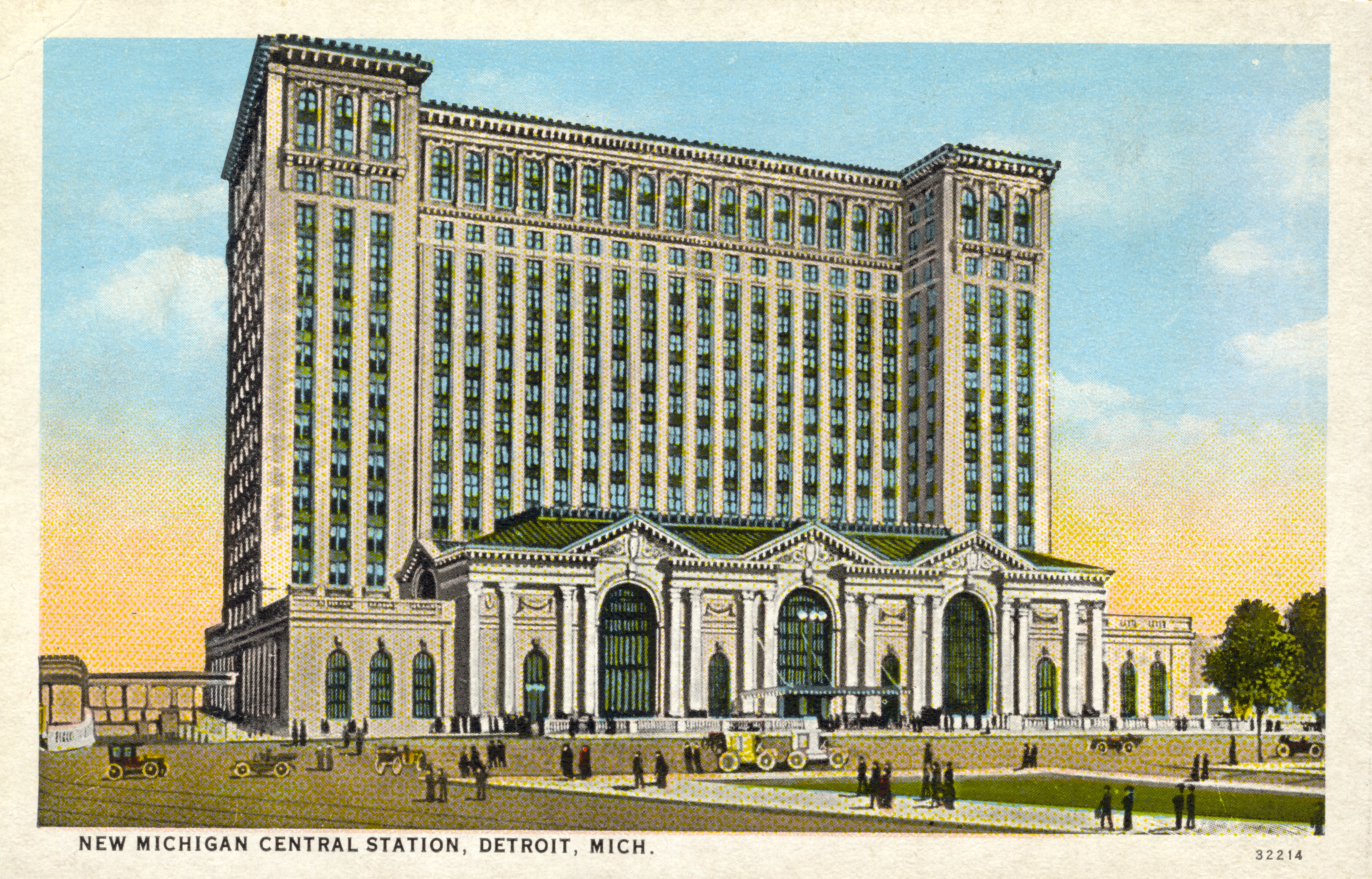
Az épület egy 1910-es évekbeli képeslapon

A vasútállomást a Michigan Central Railroad építtette 1912 és 1913 között Detroit személyforgalmának kiszolgálásához a belvárosban 15 millió dollárért. Az 1913. december 26-i átadáskor a világ legmagasabb vasútállomása volt, köszönhetően a vele egybeépült 120 szobás szállodának. Már a kezdet kezdetén is látszott, hogy túl nagyra épült, a 18 emelet magas, 46 ezer m² alapterületű épület sohasem volt 100%-osan kihasználva. Évekig tartó kihasználatlansága után végül a város és a vasút a bezárása mellett döntött: 1988. január 6-án véglegesen bezárt.
A pusztuló épület egy ideig a szellemvárossá váló Detroit egyik jelképe volt, mely jól mutatta a város évtizedek óta tartó hanyatlását. A fotósok és a filmesek számára kedvelt helyszínnek bizonyult, többek között 2006 októberében a Transformers film egyik jelenetét is itt forgatta Michael Bay, de szerepelt korábban A sziget című filmben is.

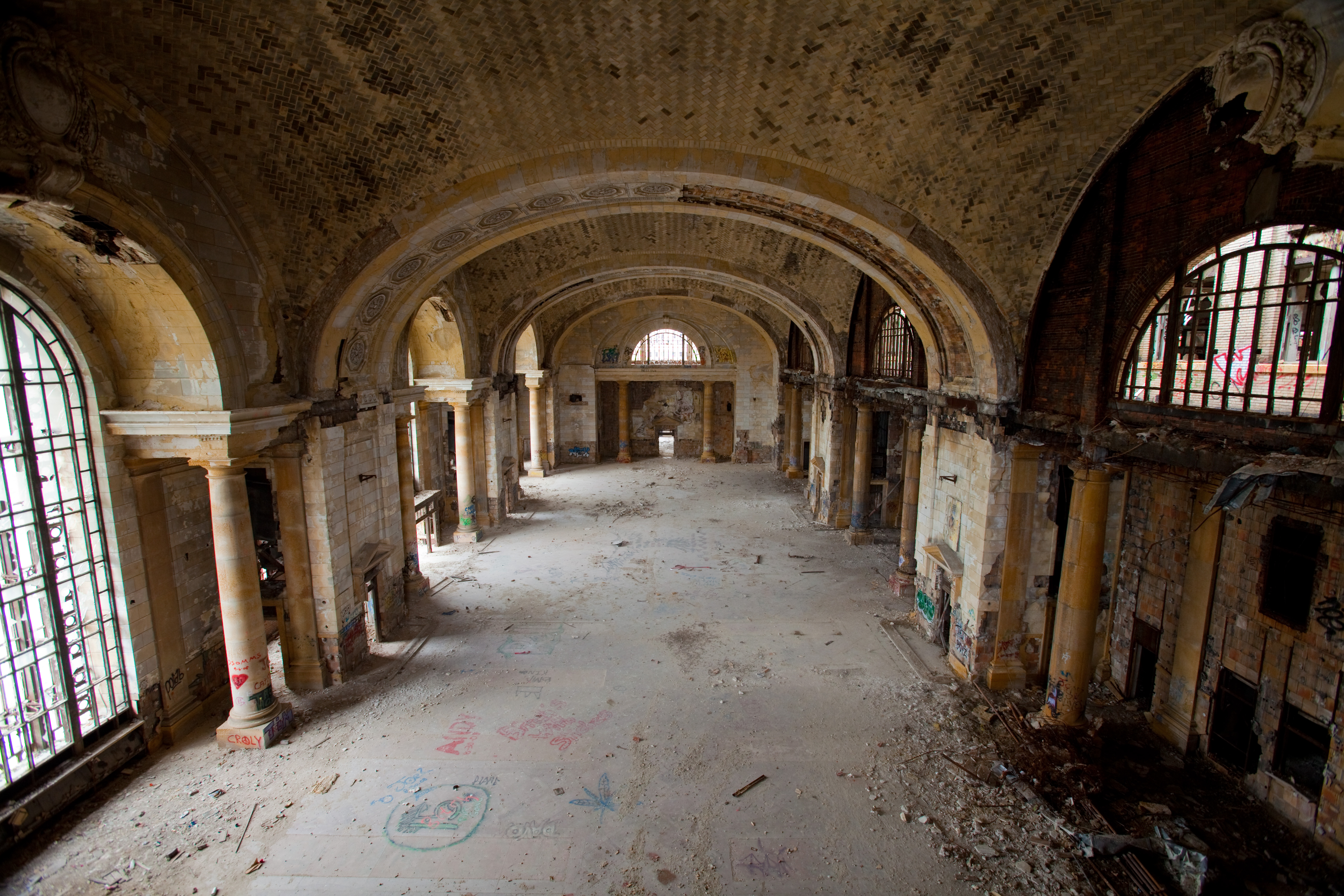
Az állomás elhagyatott és omladozó belseje 2009-ben

Az önkormányzat 2009-ben lebontatta volna az épületet, azonban 2018-ban a Ford Motor Company bejelentette, hogy megvásárolja az ingatlant és a hozzá tartozó területeket, hogy egy jövőbeli új innovációs központ és campus fő elemévé tegye. Itt a későbbiekben többek között önállóan közlekedő gépkocsikat fognak majd gyártani és mobilitás-szolgáltatásokat fejleszteni.
Az épület több millió dolláros felújítást a Ford Motor Company végezte el. A munkálatokon több mint 3100 munkás dolgozott hat éven keresztül. A felújított épület átadására 2024 júniusában került sor, az egykori állomás azóta irodaházként működik.